# Gautier d'Arras
Gautier d'Arras est un écrivain arrageois de langue d'oïl dont on sait peu de choses. Il a vécu vers la fin du XIIe siècle et nous a laissé deux romans, Eracle et Ille et Galeron. Dans ceux-ci, on apprend que Gautier écrivait pour Baudouin IV de Hainaut, Thibaut V de Blois, Marie de Champagne et même Béatrice de Bourgogne, l'impératrice. Ces deux romans semblent rédigés entre 1176 et 1184.

## Œuvres
Eracle est une biographie romancée de Héraclius, l'empereur byzantin et le fondateur de la dynastie des Héraclides. Comme le personnage historique, le héros du roman devient empereur de Constantinople, combat le roi de Perse, récupère la Vraie Croix. Bien que conforme dans les grandes lignes aux faits réels, le roman contient une part importante du merveilleux, le décor de l'Orient accentuant cet effet.
L'action de Ille et Galeron se déroule principalement à Rome, même si Ille est un héros breton. Le sujet ressemble beaucoup à celui du Lai d'Éliduc de Marie de France. D'ailleurs, dans le roman de Gautier, Ille est le fils d'un Éliduc. De nombreux chercheurs soupçonnent que la prose de Gautier est directement inspirée du lai de la poétesse.

## Éditions
- Raynaud de Lage, G. éd., Gautier d'Arras, Éracle, Paris, 1976.
- Cowper, F. A. G., éd., Ille et Galeron par Gautier d'Arras, Paris, 1956.
- Lefèvre, Y., éd., Gautier d'Arras, Ille et Galeron, Paris, 1988.
- Pratt, Karen, éd., Gautier d'Arras, Eracle, Londres, King's college, 2007.